# Rai Radio 3
Rai Radio 3 es una emisora de radio de la RAI, siendo (de las tres que hay) la más cultural, ya que emite programas y tertulias sobre literatura, historia, economía, filosofía, religión, mitología y cine. Además, en un quinto canal emite música clásica.